# Статути Казимира III

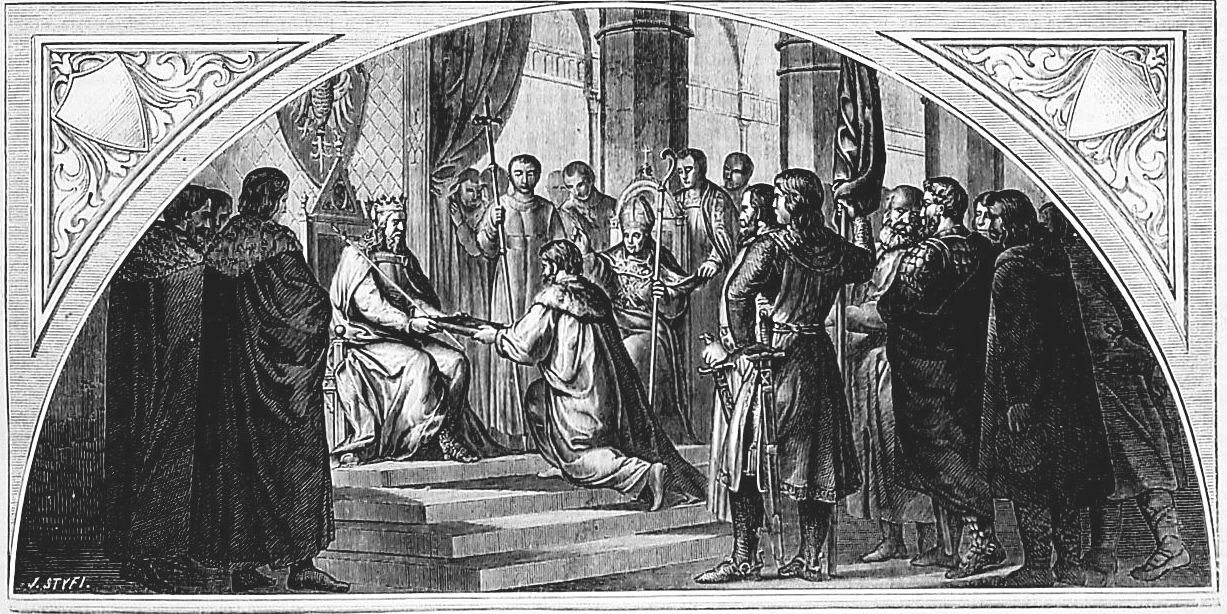
Прийняття Віслицького статуту (картина Кароля Марконі)

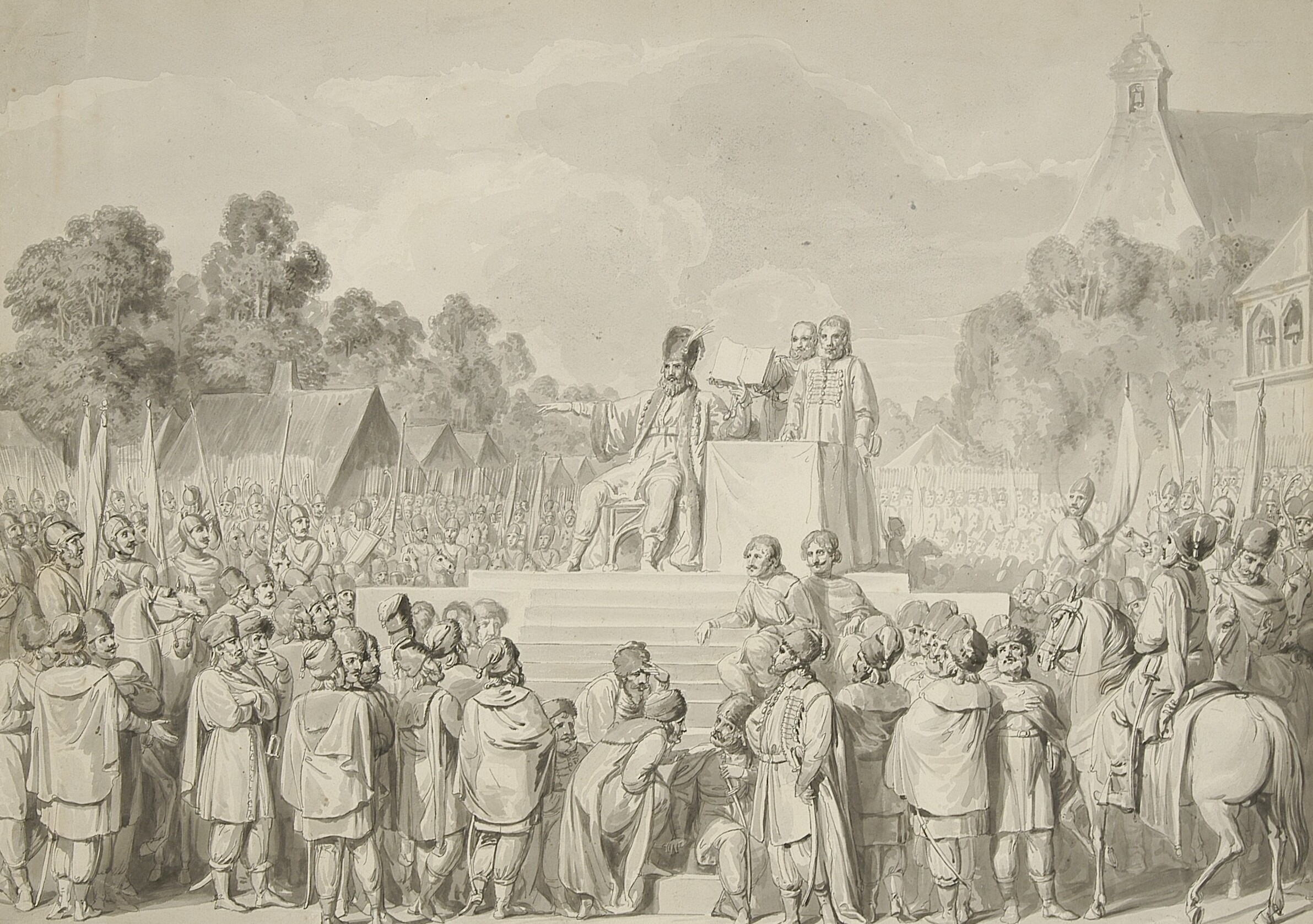
Казимир III, сейм у Віслиці (робота Франциска Смуглевича)

Статути Казимира ІІІ (інша назва Віслицько-Пьотрковські статути 1346-47) — польський збірник законів, законодавча пам'ятка, складена за правління Казимира ІІІ на підставі польського звичаєвого права на сеймах у Віслиці для Малопольщі і Пьотркові для Великопольщі 1347. У 1368 обидва статути в Віслиці були злиті в один, введенням якого у всій Польщі Казимир ІІІ поклав початок об'єднанню уділів.
За змістом стосувалися переважно кримінального права. Великопольський статут був прийнятий на феодальному з'їзді у Пьотркові в 1346 і складався з 34 артикулів. Статут малопольський був прийнятий на з'їзді в Віслици в 1347, складався з 59 артикулів. Обидва статути написані латиною. Віслицько-Пьотрковські статути складені на основі польського звичаєвого права, однак у малопольському статуті це право було пристосоване до нових економічних і політичних умов, у зв'язку з чим він набув загальнодержавного значення.
Статути Казимира ІІІ відобразили процес переходу від натуральної ренти до грошової, прагнення центральної влади до ліквідації феодальної роздробленості та уніфікації права з метою зміцнення панської власності (розширюється право розпорядження наділом, узаконюється так звана набувальна давність) тощо. Віслицько-Пьотрковські статути скасовували право «мертвої руки», фіксували умови селянського виходу і т. ін. Багато статей присвячено судовому і кримінальному праву.
По мірі застосування Віслицько-Пьотрковських статутів виникали нові редакції, що доповнювали і змінювали початковий текст; у 20-х роках XV століття було видано Повний звід статутів Казимира ІІІ. У XV столітті статути були перекладені з латини спочатку на польську, а згодом на староукраїнську мову, оскільки їхня дія поширювалася не тільки на Польщу, але і на Королівство Русі.